# Michael de Leeuw
Michael Jeroen Maarten Michiel de Leeuw (Goirle, 7 oktober 1986) is een Nederlands voetballer die als aanvallende middenvelder of als schaduwspits speelt. Hij verruilde in juli 2024 Willem II voor Cambuur Leeuwarden.

## Clubcarrière

### BV Veendam
De Leeuw speelde in de jeugd bij DVVC en RKTVV en ging in 2007 naar Willem II, maar kwam daar niet verder dan het beloftenelftal. In de zomer van 2009 vertrok hij samen met ploeggenoot Lars Lambooij naar BV Veendam. Hij maakte op 7 augustus tijdens zijn debuut tegen HFC Haarlem twee goals en een assist. Op 18 september scoorde hij tweemaal tegen FC Volendam. Op 22 maart 2010 scoorde hij zijn eerste hattrick in een 4-1 overwinning op TOP Oss, waarin hij ook nog een assist leverde, waarna De Leeuw de 'Bronzen Stier' won als topschutter van de derde periode in de Eerste divisie. Veendam eindigde als negende. Op 27 april won hij twee Gouden Stieren: voor topscorer van het jaar (25 doelpunten) en het grootste talent van het seizoen 2009/10.
In zijn tweede seizoen scoorde De Leeuw dertien doelpunten en mede door zijn goals eindigde Veendam als vierde, de hoogste notering sinds het seizoen 1995/96. In de eerste ronde van de play-offs om promotie scoorde De Leeuw tegen Helmond Sport, maar pakte hij ook een rode kaart. In de return won Helmond vervolgens op uitdoelpunten. De Leeuw kwam in twee seizoenen voor Veendam tot 71 wedstrijden, waarin hij goed was voor 39 goals en tien assists.

### De Graafschap
In juni 2011 tekende De Leeuw een contract bij De Graafschap uit Doetinchem, dat uitkwam in de Eredivisie. Op 14 augustus maakte hij zijn debuut in de basis van de "Superboeren" in de uitwedstrijd tegen FC Utrecht. Hij was die wedstrijd meteen goed voor twee assists. Hij werd door tegenstanders vooral gevreesd voor zijn kopballen. Op 15 oktober scoorde De Leeuw tegen SC Heerenveen zijn eerste doelpunt voor De Graafschap. Hij kende een eindsprint, met zeven goals in de laatste zes competitiewedstrijden, waaronder twee goals tegen FC Utrecht en ADO Den Haag. Daarmee eindigde hij zijn eerste seizoen in Doetinchem met elf goals en zes assists. Het bleek ook zijn enige seizoen daar.

### FC Groningen
Op 22 mei 2012 werd bekend dat De Leeuw het seizoen 2012/2013 zou gaan vervolgen bij FC Groningen. Op 26 augustus maakte hij tegen PSV zijn debuut voor FC Groningen. Zijn eerste doelpunt voor FC Groningen viel in de wedstrijd tegen PEC Zwolle op 22 september. Een week later maakte hij zijn eerste hattrick namens FC Groningen tegen Roda JC, dat daardoor met 3-2 verloor. Hij werd dat seizoen clubtopscorer met elf competitiedoelpunten. Opvallend gegeven was dat hij als aanvallende middenvelder meer doelpunten had gemaakt dan de twee spitsen van de club bij elkaar. Daarnaast werd hij onder de supporters nipt als tweede verkozen voor Speler van het Seizoen na Virgil van Dijk. 
Op 22 december 2013 maakte hij in de met 5–2 gewonnen wedstrijd tegen N.E.C. drie doelpunten. Het tweede doelpunt werd door analisten en media omschreven als 'wondergoal' en werd uiteindelijk verkozen tot het doelpunt van het seizoen in de Eredivisie. Hij maakte het doelpunt al draaiend in de lucht met zijn hak, zodat de bal in de hoek van het doel belandde. Dat seizoen scoorde negen in de Eredivisie. 
Het seizoen 2014/15 begon De Leeuw goed met drie goals na vier speelrondes. Op 29 oktober 2014 scoorde hij in de derde ronde van de beker tegen Flevo Boys vier goals in een 8-1 overwinning. Ook in de achtste finale tegen FC Volendam en de kwartfinale tegen Vitesse scoorde hij een goal, waarna hij de halve finale moest missen door ziekte. Op 3 mei 2015 stond hij in de basis toen FC Groningen de KNVB Beker-finale met 2-0 van PEC Zwolle won door twee goals van Albert Rusnák. Op 17 mei, de laatste speelronde, scoorde De Leeuw een hattrick in een 4-5 overwinning op NAC Breda. Daardoor eindigde hij op zeventien competitiegoals, waarmee hij derde eindigde op de topscorerslijst achter Luuk de Jong en Memphis Depay (beide PSV, respectievelijk 20 en 22 goals). Met bekergoals erbij scoorde hij dat seizoen 24 goals.
In het seizoen 2015/2016 was Michael ambassadeur van de G-voetbalvereniging Kids United. Hij volgde daarmee Maikel Kieftenbeld op. Hij begon het seizoen met een doelpunt tegen FC Twente en was een week later tegen PSV voor het eerst aanvoerder van FC Groningen. Op 17 september maakte De Leeuw zijn debuut in de UEFA Europa League, in de groepswedstrijd tegen Olympique de Marseille. In de derde groepswedstrijd tegen FC Slovan Liberec pakte hij als invaller binnen vijf minuten een rode kaart. In zijn laatste seizoen kwam De Leeuw in 37 wedstrijden tot tien goals en twee assists. In vier seizoenen speelde De Leeuw 137 wedstrijden voor Groningen, waarin hij goed was voor 55 goals en acht assists.

### Chicago Fire
Nadat in de winter van het seizoen 2014/2015 een transfer naar China afketste, besloot Michael de Leeuw zijn lopende contract bij FC Groningen uit te dienen. Op 17 mei 2016 maakte Chicago Fire bekend De Leeuw na afloop van het seizoen 2015/2016 transfervrij over te nemen. Hij tekende een contract voor drie seizoenen en werd herenigd met oud-ploeggenoot Johan Kappelhof, die in januari 2016 de overstap naar Chicago maakte. Ook John Goossens speelde bij Chicago Fire. Op 10 juli maakte hij tegen Toronto FC zijn debuut. Vier dagen later scoorde hij tegen Sporting Kansas City zijn eerste doelpunt voor Chicago Fire. In zijn eerste jaar speelde De Leeuw twintig wedstrijden voor Chicago Fire, waarin hij tot acht goals en drie assists kwam.
Hij begon zijn tweede seizoen als aanvoerder tegen Columbus Crew. Dat seizoen vormde hij geregeld een middenveld samen met onder meer Bastian Schweinsteiger. In zijn tweede seizoen was hij goed voor drie goals en zeven assists, mede omdat hij eigenlijk overal behalve als spits werd gebruikt. Hij miste de start van zijn derde seizoen door een gescheurde kruisband en miste daardoor de eerste 23 wedstrijden. In de negen wedstrijden die daarna nog volgden was hij goed voor twee goals en één assist. Eind 2018 liep zijn contract af. Hij kwam tot 61 wedstrijden voor Chicago Fire, waarin hij goed was voor dertien goals en twaalf assists.

### FC Emmen
Op 31 december 2018 tekende hij een contract voor anderhalf jaar met een optie voor nog een jaar bij FC Emmen. Op 20 januari 2019 maakte hij tegen PSV zijn debuut. Op 17 februari was hij tegen Excelsior goed voor zijn eerste goal. In de zomer van 2019 werd hij aangewezen als nieuwe aanvoerder van FC Emmen. Hij werd afwisselend als spits en nummer tien gebruikt en kwam op die manier tot negen goals in 26 competitiewedstrijden, voordat de competitie werd stilgelegd door de coronapandemie. 
Hij moest de eerste twee competitiewedstrijden van het seizoen 2020/21 missen door een blessure, maar was daarna goed voor vijf goals in zes duels. Helaas werd geen enkele van die wedstrijden omgezet in een overwinning. Na 22 wedstrijden had Emmen nog altijd geen enkele wedstrijd gewonnen en leek degradatie onvermijdelijk. Emmen zette daarna nog een eindsprint in, te beginnen met een 3-2 overwinning op PEC Zwolle op 20 februari 2021, waar De Leeuw eenmaal trefzeker was. Op 25 april scoorde De Leeuw een hattrick in een 3-1 overwinning op Heracles Almelo. Hij scoorde dertien eredivisiegoals dat seizoen, maar uiteindelijk eindigde Emmen op de zestiende plek, met een minder doelsaldo maar gelijk aantal punten met nummer vijftien RKC Waalwijk, waarna in de nacompetitie verloren werd van NAC Breda. De Leeuw kwam tot 28 goals en zes assists in 75 wedstrijden en is de all-time topscorer van FC Emmen in de Eredivisie, met 25 goals. 

### FC Groningen
In het seizoen 2021/22 keerde de Leeuw terug bij FC Groningen. De Leeuw maakte zijn eerste doelpunt van het seizoen op 24 oktober in een 2-0 overwinning tegen AZ Alkmaar. In maart 2022 scoorde hij in drie competitiewedstrijden achter elkaar tegen Feyenoord, N.E.C. en FC Utrecht. In mei 2022 verlengde hij zijn contract bij FC Groningen tot medio 2023. Toch zou hij slechts één seizoen spelen voor Groningen, waarvoor hij in twee periodes in totaal 170 wedstrijden speelde en goed was voor zestig goals en acht assists.

### Willem II
Op 10 augustus 2022 tekende hij voor twee seizoenen bij Willem II, de ploeg waar hij in de jeugd voor speelde maar nooit doorbrak. Hij maakte op 12 augustus zijn debuut voor Willem II. Op 23 september was hij tegen TOP Oss goed voor zijn eerste twee goals voor Willem II, terwijl hij ook nog een assist gaf. De Leeuw kwam tot 33 wedstrijden, zeven goals en vier assists en eindigde vierde. Vervolgens zag hij vanaf de bank hoe Willem II in de eerste ronde van de play-offs werd uitgeschakeld door VVV-Venlo. 
In zijn tweede seizoen kwam hij vooral tot korte invalbeurten bij Willem II. Toch wou hij nog graag een belangrijk doelpunt hebben in de race om het kampioenschap. Dat gebeurde op 3 mei 2024 tegen FC Dordrecht, waar Willem II aan een punt genoeg had voor directe promotie. De Leeuw viel in de 88'ste minuut in en kopte in de 93'ste minuut de 1-1 binnen, waardoor Willem II promoveerde naar de Eredivisie. Een week later werd het kampioen door een 3-2 zege op Telstar. 

## Clubstatistieken
| Seizoen | Club            | Competitie          | Competitie | Competitie | Beker | Beker | Overig | Overig | Totaal | Totaal |
| Seizoen | Club            | Competitie          | Wed.       | Dlp.       | Wed.  | Dlp.  | Wed.   | Dlp.   | Wed.   | Dlp.   |
| ------- | --------------- | ------------------- | ---------- | ---------- | ----- | ----- | ------ | ------ | ------ | ------ |
| 2009/10 | BV Veendam      | Eerste divisie      | 36         | 25         | 1     | 0     | 0      | 0      | 37     | 25     |
| 2010/11 | BV Veendam      | Eerste divisie      | 31         | 13         | 2     | 0     | 1      | 1      | 34     | 14     |
| 2011/12 | De Graafschap   | Eredivisie          | 33         | 10         | 2     | 1     | 2      | 0      | 37     | 11     |
| 2012/13 | FC Groningen    | Eredivisie          | 30         | 11         | 3     | 1     | 2      | 0      | 35     | 12     |
| 2013/14 | FC Groningen    | Eredivisie          | 24         | 9          | 3     | 0     | 4      | 0      | 31     | 9      |
| 2014/15 | FC Groningen    | Eredivisie          | 28         | 17         | 5     | 7     | 1      | 0      | 34     | 24     |
| 2015/16 | FC Groningen    | Eredivisie          | 29         | 9          | 2     | 1     | 6      | 0      | 37     | 10     |
| 2016    | Chicago Fire FC | Major League Soccer | 18         | 7          | 2     | 1     | 0      | 0      | 20     | 8      |
| 2017    | Chicago Fire FC | Major League Soccer | 30         | 3          | 2     | 0     | 0      | 0      | 32     | 3      |
| 2018    | Chicago Fire FC | Major League Soccer | 9          | 2          | 0     | 0     | 0      | 0      | 9      | 2      |
| 2018/19 | FC Emmen        | Eredivisie          | 16         | 3          | 0     | 0     | 0      | 0      | 16     | 3      |
| 2019/20 | FC Emmen        | Eredivisie          | 26         | 9          | 1     | 1     | 0      | 0      | 27     | 10     |
| 2020/21 | FC Emmen        | Eredivisie          | 29         | 13         | 2     | 2     | 1      | 0      | 32     | 15     |
| 2021/22 | FC Groningen    | Eredivisie          | 31         | 4          | 2     | 1     | 0      | 0      | 33     | 5      |
| 2022/23 | Willem II       | Eerste divisie      | 33         | 7          | 1     | 0     | 0      | 0      | 34     | 7      |
| 2023/24 | Willem II       | Eerste divisie      | 28         | 3          | 2     | 0     | 0      | 0      | 30     | 3      |
| 2024/25 | SC Cambuur      | Eerste divisie      | 24         | 5          | 2     | 0     | 0      | 0      | 26     | 5      |
| Totaal  | Totaal          | Totaal              | 455        | 150        | 32    | 15    | 17     | 1      | 504    | 166    |

## Erelijst

### Team

#### MetFC Groningen
| Nationaal          |    |         |
| Winnaar KNVB beker | 1x | 2014/15 |

#### MetWillem II
| Nationaal              |    |         |
| Winnaar Eerste divisie | 1x | 2023/24 |

### Individueel
| Nationaal                          |    |           |
| Topscorer Eerste divisie           | 1x | 2009/2010 |
| Eerste divisie Talent van het jaar | 1x | 2009/2010 |